# Jan Harlan
Jann Harlan , född 5 maj 1937 i Karlsruhe, Tyskland, är en tysk-amerikansk filmproducent. Han är syskonbarn till Veit Harlan. Han arbetade i mer än trettio år tillsammans med regissören Stanley Kubrick. Deras samarbete startade i slutet av 1960-talet men deras vänskap inleddes redan tio år tidigare när Kubrick gifte sig med Harlans syster Christiane.
Harlan producerade Kubricks filmer från Barry Lyndon (1975) till Eyes Wide Shut (1999). Till och med efter Kubricks död producerade Harlan en av Kubricks filmer A.I. – Artificiell Intelligens. Nu var det visserligen Steven Spielberg som regisserade A.I. men från början var filmen ett projekt baserad på novellen Supertoys Last All Summer Long av Brian Aldiss som Kubrick och Harlan påbörjade 1983.